# 니타나이역
니타나이역(일본어: 似内駅)은 일본 이와테현 하나마키시에 위치한 동일본 여객철도 가마이시 선의 철도역이다. 섬식 승강장 1면 2선의 구조를 갖춘 지상역이다.

## 타는 곳
| (역사 측) | ■ 가마이시 선 | 하행 | 도노 · 가마이시 방면 |
| (반대 측) | ■ 가마이시 선 | 상행 | 하나마키 방면        |

## 역 주변
- 가마이시 자동차도 하나마키쿠코 나들목
- 국도 제4호선
- 기타카미강

## 역사
- 1913년 10월 25일 : 이와테 게이벤 철도의 역으로서 개업.
- 1936년 8월 1일 : 이와테 게이벤 철도의 국유화에 의해, 일본국유철도 가마이시 선의 역으로 한다.
- 1943년 9월 20일 : 1,067mm 궤간으로의 궤간 개량공사 완성.
- 1944년 10월 11일 : 일본국유철도 가마이시토 선의 개업에 따라, 소속 노선명이 가마이시사이 선으로 변경되었다.
- 1950년 10월 10일 : 일본국유철도 가마이시 선의 전체 개통에 의해, 다시 가마이시 선의 역이 되었다.
- 1961년 10월 1일 : 화물 취급 폐지.
- 1987년 4월 1일 : 일본국유철도 분할 민영화에 의해, 동일본 여객철도가 승계.
- 1993년 10월 1일 : CTC화에 의해 무인화. 니타나이 역장이 폐지되어, 하나마키 역장 관리하에 한다.

## 인접 역
| 동일본 여객철도 가마이시 선 | 동일본 여객철도 가마이시 선 | 동일본 여객철도 가마이시 선 |
| --------------------------- | --------------------------- | --------------------------- |
| 하나마키 하나마키 방면      | ■ 가마이시 선               | 신하나마키 가마이시 방면    |